# Petrovics Soma
Petrovics Soma (Szarvas, 1843. december 7. − Szentes, 1926. április 20.) evangélikus lelkész, költő, egyházi író, városi és megyei képviselő.

## Életútja
Petrovics Sámuel és Fábry Karolina iparos szülők gyermekeként született Szarvason, akik nem sokkal később Békéscsabára költöztek. Fiuk itt és Szarvason végezte el iskoláit. Nagy hatással volt rá Petőfi Sándor egykori tanára, Kosca István és a másik nagy pedagógus: Tatai István. A teologiát Pozsonyban és Halléban hallgatta. 1868-ban avatta fel lelkésszé dr. Székács József, az „ország papja“. 12 évig Békéscsabán működött, mint magyar hitszónok és az ottani gimnázium tanára volt. Itt vette feleségül dr. Szeberényi Gusztáv püspök leányát, Matildot, akiben méltó élettársat talált. 
1883. december 16-án nevezték ki a szentesi evangélikus gyülekezet lelkészévé, gyülekezetét 43 évi áldozatos munkájával mintaegyházzá formálta. Paplakot és templomot építtetett. Luther Márton Kis Kátéjának hivatalos magyar fordítását ő készítette el. 1896. február 4-étől az újonnan létrehozott csongrád-csanádi egyházmegye esperese lett – ezt a pozíciót 25 éven keresztül töltötte be –, majd 1903-ban az utcanév-adó bizottságnak is tagja volt. Tagja, éltető lelke volt számos kulturális és jótékony egyesületnek, a város képviselőtestületének, illetve a vármegye törvényhatósági bizottságának. Munkatársa volt a Szentes és Vidéke c. lapnak. 
Nagy részvét mellett temették el 1926. április 21-én Szentesen. A templomban felállított ravatalnál Saguly János esperes mondott gyászbeszédet, Botyánszky János segédlelkész imádkozott, a sírnál Brózik Károly lelkész jellemezte gondolatokban gazdag beszédében. Ugyanitt a református egyház nevében Böszörményi Jenő lelkész, a római katolikus egyház részéről Fehér András apátplébános, a kormány képviseletében ifj. Madarassy Gábor főispán, a megyei törvényhatóság nevében dr. Kövér Imre főjegyző, a város társadalmának képviseletében dr. Négyesi Imre polgármester búcsúztatták el.

## Emlékezete
- 1932 óta viseli a nevét a Petrovics Soma utca, amely az egykori ún. Szeder rokkanttelepen, a Csongrádi út bal oldalán található.
- Nejével, Szeberényi Matilddal közös síremléke a szentesi evangélikus temetőben áll, a rajta lévő domborművet Keviczky Hugó szobrászművész készítette 1930-ban.[2]

## Művei
- Kis házi agenda. (Hand-Agenda. Ručni Agenda.) Szentes, 1888. 2. bőv. kiadás. (Három nyelven. Ism. Prot. Egyh. és Isk. Lap 35. sz.).
- Csongrádmegyei Nagy Képes Naptár. I. évf. 1886. évre. Szentes, 1885.